# Light prayer
「light prayer」（ライト プレイヤー）は日本のロックバンド・school food punishmentの4枚目のシングル。

## 概要
- 前作「sea-through communication」から約2ヶ月のリリースとなった。

- 初回生産限定盤は「sea-through communication」のミュージックビデオとfuturistic imaginationのライブ映像と映画『東のエデン劇場版I The King of Eden』の予告編の映像が収録されている。また東のエデンのAIR KINGのポスター歌詞カードとポストカードとステッカーが入っている。通常初回版は東のエデンのワイドステッカーが付いていた。

## 収録曲

### DISC1
作詞：内村友美 作曲：school food punishment・江口亮
1. light prayer
編曲 江口亮
映画『東のエデン 劇場版I The King of Eden』エンディングテーマ
2. deviswitch
編曲 江口亮・奥田裕亮
3. sea-through communication -sung in English with symphony-
訳詞 Lynne Hobday 編曲 矢野博康・宮川弾 弦編曲 宮川弾

### DISC2
1. sea-through communication -MUSIC VIDEO-
2. futuristic imagination -LIVE at STUDIO COAST-
3. 「東のエデン」劇場版予告編映像